# Lake Helen Mackenzie
Lake Helen Mackenzie är en sjö i Kanada.   Den ligger i provinsen British Columbia, i den sydvästra delen av landet, 3 700 km väster om huvudstaden Ottawa. Lake Helen Mackenzie ligger 1 138 meter över havet. Arean är 0,62 kvadratkilometer. Den sträcker sig 0,8 kilometer i nord-sydlig riktning, och 1,3 kilometer i öst-västlig riktning.
I omgivningarna runt Lake Helen Mackenzie växer i huvudsak barrskog. Runt Lake Helen Mackenzie är det glesbefolkat, med 14 invånare per kvadratkilometer.